# جوان غاردنر (ممثلة أمريكية)
جوان غاردنر (بالإنجليزية: Joan Gardner)‏ هي ممثلة أمريكية، (و. 1903 – 1972 م).